# Current Medicinal Chemistry
Current Medicinal Chemistry — рецензований науковий медичний журнал, який видає Bentham Science Publishers. Головний редактор — Атта-ур-Рахман (Кембриджський університет, Велика Британія). Журнал висвітлює розробки в галузі медичної хімії та раціонального дизайну ліків, а також публікує оригінальні звіти про дослідження та оглядові статті.
Пов’язаний журнал під назвою Current Medicinal Chemistry – Anti-Cancer Agents ISSN 1568-0118 було випущено в 2001 році, а на початку 2006 року його було перейменовано як Anti-Cancer Agents in Medicinal Chemistry ISSN 1871-5206 (друк), ISSN 1875-5992 (онлайн).

## Реферування та індексування
Current Medicinal Chemistry індексується в наступних базах даних:
- Chemical Abstracts Service/CASSI
- EMBASE
- EMBiology
- MEDLINE
- Science Citation Index Expanded
- Scopus

Згідно з Journal Citation Reports, імпакт-фактор журналу в 2019 році склав 4,184, що ставить його на 16 місце серед 59 журналів у категорії «Хімія, медицина».